# مجموعة عمل لدول صناعية خارج الاتحاد الأوروبي
مجموعة عمل لدول صناعية خارج الاتحاد الأوروبي أو جوسكانز (اختصارًا JUSCANZ) هو ائتلاف غير رسمي لتبادل المعلومات من البلدان ذات التفكير المماثل في مجلس حقوق الإنسان التابع للأمم المتحدة وهيئات الأمم المتحدة الأخرى، مثل اللجنتين الثالثة والرابعة. في نظام التجمعات الإقليمية للأمم المتحدة، يُعتبر جزءًا فرعيًا من مجموعة دول أوروبا الغربية ودول أخرى (WEOG)، لأن معظم أعضائها هم أعضاء في تلك المجموعة. والهدف من ذلك هو موازنة نفوذ كتلة الاتحاد الأوروبي في مسائل مجموعة دول أوروبا الغربية ودول أخرى. اسم المجموعة مشتق من اختصار أعضائها المؤسسين اليابان والولايات المتحدة وكندا وأستراليا ونيوزيلندا.

## الوظيفة
يتمثل دور المجموعة بشكل رئيسي في العمل كأداة لتبادل المعلومات في الأمم المتحدة. على عكس المجموعات الإقليمية للأمم المتحدة، فإن جوسكانز ليست آلية لتنسيق السياسات.
من غير المتوقع أن يتوصل أعضاء المجموعة إلى مواقف توافقية حول القضايا. بدلا من ذلك، يجتمع الأعضاء لتبادل المعلومات حول حالة القرارات ولتبليغ المشاكل أو القضايا المحتملة للوفود الأخرى.

## الأعضاء

أعضاء المجموعة

في حين أن عضوية المجموعة ليست ثابتة، وتختلف عضويتها عبر تاريخها، فإن الأعضاء الرئيسيين الذين شاركوا في اجتماعات المجموعة تشمل:
- أندورا
- أستراليا
- كندا
- آيسلندا
- إسرائيل
- اليابان
- ليختنشتاين
- المكسيك
- موناكو
- نيوزيلندا
- النرويج
- سنغافورة
- سويسرا
- تركيا
- الولايات المتحدة

### الأعضاء المحتملون
- المملكة المتحدة[6][7]

## التاريخ
في 22 يناير 2010، سُمح لإسرائيل بالانضمام إلى المجموعة لحضور دورات في مكتب الأمم المتحدة في جنيف، ولكن ليس في مقر الأمم المتحدة في نيويورك، ولا في موقعي المكتب الرئيسيين الآخرين في فيينا ونيروبي.
في 11 فبراير 2014، بعد الضغط المكثف، سُمح لإسرائيل بالانضمام إلى المجموعة في جميع لجان الأمم المتحدة ذات الصلة في المقر في نيويورك.